# 芦溪镇 (南充市)
芦溪镇，是中华人民共和国四川省南充市顺庆区下辖的一个乡镇级行政单位。2019年9月，撤销灯台乡和梵殿乡，将其所属行政区域划归芦溪镇管辖。

## 行政区划
芦溪镇下辖以下地区：
坪罗坝社区、兴阳山村、李家祠村、董家沟村、老垛寺村、顾家店村、雍家沟村、曾家祠村、袁家店村、徐家桥村、大岔山村、猫儿沟村、坪房子村和张家沟村、黎家沟村、陈家沟村、傅家沟村、徐家沟村、严家沟村、董干沟村、费家沟村、唐家湾村、常宁院村和王家沟村、卢家湾村、谷家庙村、袁家庙村、尹家祠村、乡樟木湾村、高板桥村、任家祠村、字库碑村和殷家庙村。